# Orecchiette

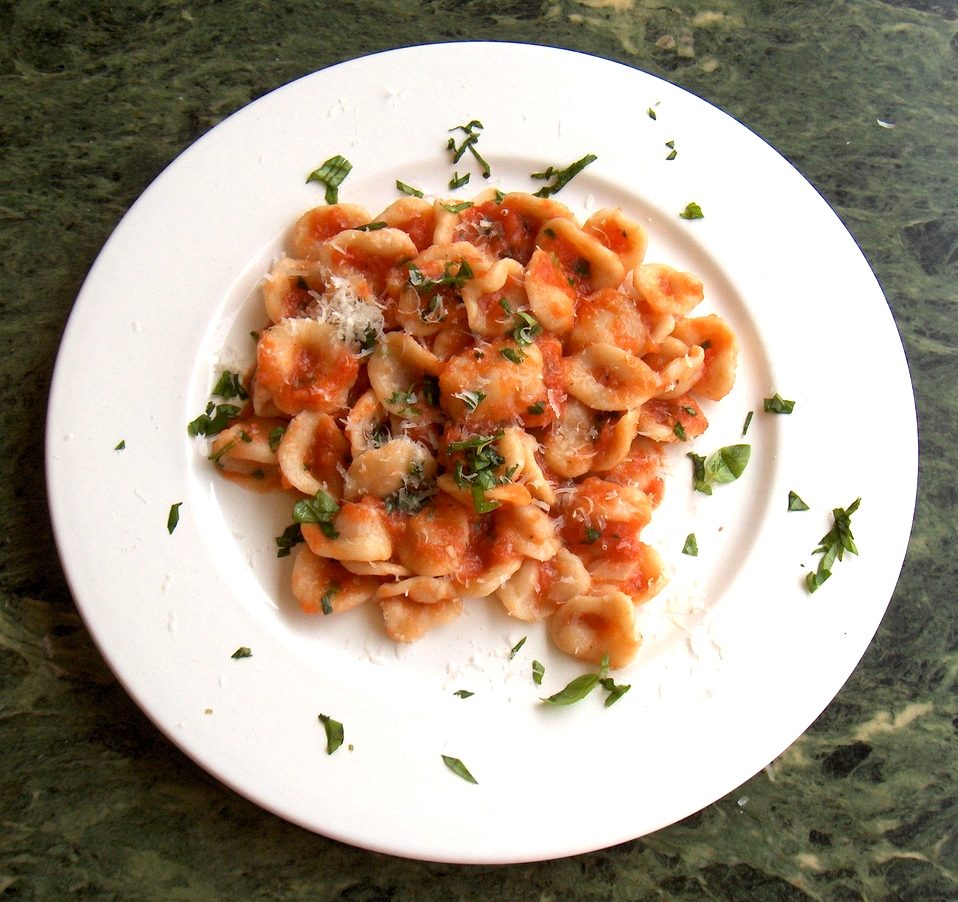
Orecchiette al Pomodoro

Orecchiette (singulár: orecchietta) je typ těstovin. Slovo vzniklo z italských orecchio (ucho) + přípony etta, která zdrobňuje a celek tedy znamená zdrobnělinu „ouško“. Tyto těstoviny jsou typické pro oblast Apulie v jižní Itálii.
V Apulii se často podávají s brokolicí. Obzvlášť v oblastech Capitanata a Salento se orecchiette tradičně podávají s rajčatovou omáčkou (al sugo), s nebo bez masových kuliček (al ragù) a posypem ze sýrů ricotta forte nebo pecorino.
V Číně se podobný typ těstovin nazývá 猫耳朵 (māo ěr duǒ, „kočičí uši“). 